# Gyurgyalag
A gyurgyalag, gyurgyóka, méhészmadár vagy piripió (Merops apiaster) a madarak (Aves) osztályának szalakótaalakúak (Coraciiformes) rendjébe, ezen belül a gyurgyalagfélék (Meropidae) családjába tartozó faj.
A Magyar Madártani és Természetvédelmi Egyesület 1979-ben és 2013-ban „Az év madarává” választotta.

## Rendszerezése
A fajt Carl von Linné svéd ornitológus írta le 1758-ban.

## Előfordulása
A meleg éghajlatot részesíti előnyben. A Pireneusi-félszigettől az Urál hegységig, illetve Kis-Ázsiától Közép-Ázsián át Kasmírig terjed. Költ Északnyugat-Afrikában és előfordul Dél-Afrikában is.
Európába májusban érkezik, augusztus végén, szeptember elején indul útnak Észak-Afrikába és Nyugat-Ázsiába.
Természetes élőhelyei a nyílt területek, néhány elszórtan álló fával és bokrokkal. Folyók, tavak meredek oldalában fészkel.

### Kárpát-medencei előfordulása
Magyarországon rendszeres fészkelő, május-szeptember hónapok közt tartózkodik itt. Állománynagysága 17 000–24 000 egyed.

## Megjelenése
Átlagos testhossza 28 centiméter, szárnyának fesztávolsága 44–49 cm. Tömege 44–65 gramm. A nemek hasonlóak. Rokonaihoz hasonlóan tarka madár. Tollazata a napfényben ragyogó színeket szór: hasa és mellrésze kékeszöld, dolmánya, feje gesztenyebarna, vállfoltja és torka aranysárga. Szemsávja, torokszalagja fekete. Hosszú, fekete csőre hegyes és enyhén hajlított. Az öreg madarak középső faroktollai hosszúak. Meleg, napsütötte domboldalakat, a déli fekvésű homokbányákat, folyópartokat kedveli. A fiatalok összességében véve halványabbak, hátuk és szárnyfedőjük zöldes, szürkésbarnától a piszkos homokszínekig.

## Életmódja

Fotó: Pierre Dalous (az év képe 2012)

Rovarevő specialistaként többnyire kisebb-nagyobb szitakötőkkel, lepkékkel és sáskákkal táplálkozik. Ahogy a neve (merops ógörögül, apiaster latinul = méhevő, méhészmadár) is sejtetni engedi, darazsakat és méheket is fogyasztanak, némileg ellenállóak a szúrásukra, de kitépik a fullánkjukat és a méregmirigyüket, mielőtt lenyelnék őket. A rovarokat röptében kapja el. Akár 250 méhet is elfogyaszthat egy nap. Egy spanyol kutatás szerint táplálékának 69,4% – 82%-át a házi méhek teszik ki, bár ez kevéssé érinti a családokat, mivel a kaptárak csak a dolgozók kevesebb, mint 1%-át veszítik el emiatt. Egy másik tanulmány szerint hatékonyabban hasznosítják a vegyes táplálékot, mint ha egyetlen fajta rovart fogyasztanak.
A gyurgyalagok és a méhészek között régóta konfliktus van, sok méhész kiirtaná őket, de távolról sem fogyasztanak annyi méhet, mint azt sokan gondolnák. Legfeljebb az esős napok jelenthetnek kivételt, vagy ha a kaptárakat a gyurgyalagtelep közvetlen közelében helyezik el, szinte felkínálva a méheket. Zavarásuk azonban a természet védelméről szóló 1996. évi LIII. törvény 43. §-a alapján tilos, bármilyen beavatkozáshoz (állományának szabályozásához, riasztásához is) a természetvédelmi hatóság engedélye szükséges. 1954 óta védett, fokozottan védetté 1982-ben nyilvánították.
Társaságkedvelő madarak. Szívesen ülnek akár csoportosan is kiálló ágakon és villanydrótokon. Kiválóan repülnek, de a földön ügyetlenek. Télen akár 2500–10 500 km-t is megtesznek délre vonulva, mert táplálkozásukhoz csak ott találnak elegendő rovart. Csak nappal tudnak vonulni, de röptükben is tudnak táplálkozni.

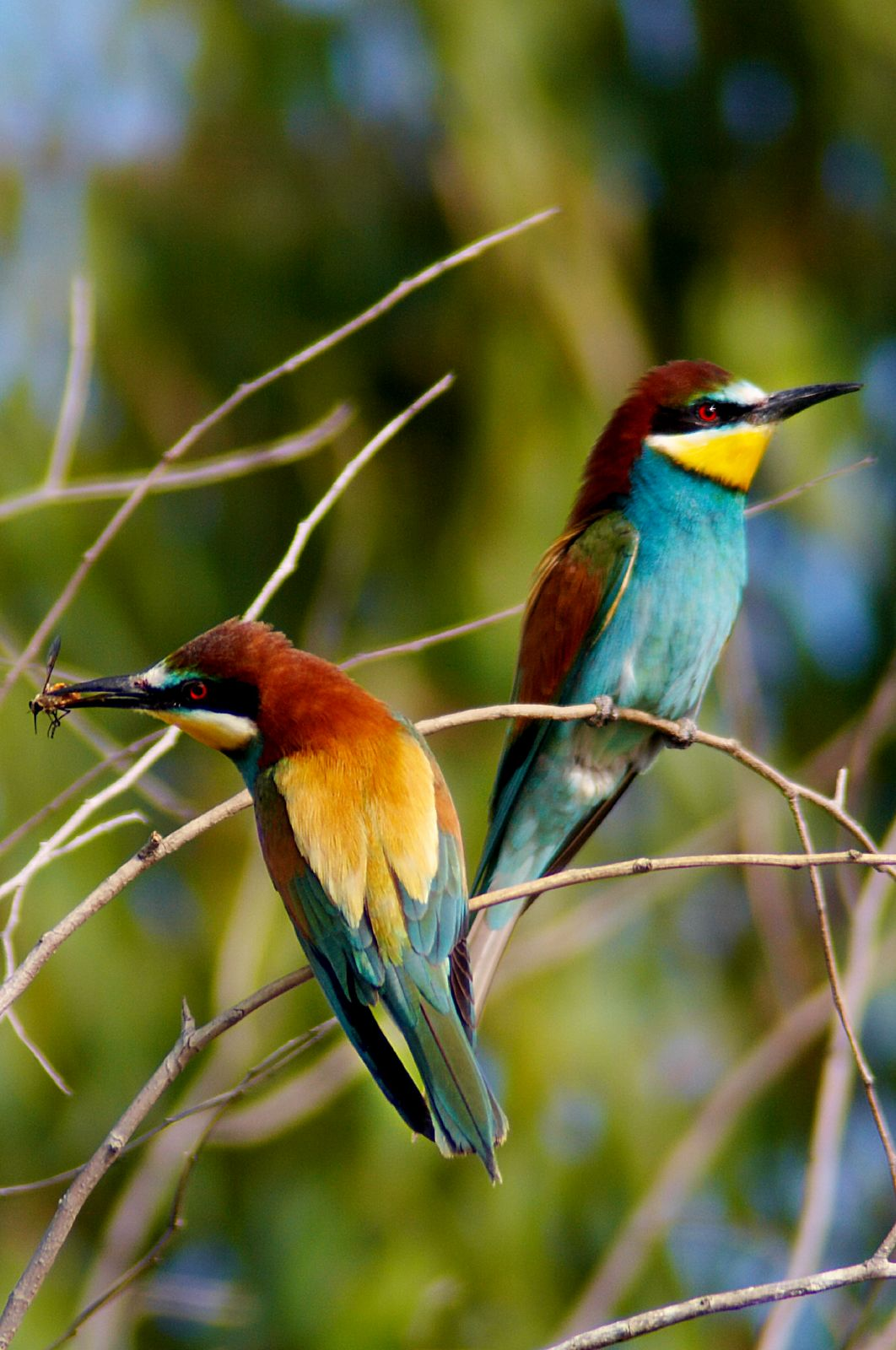
Rovarokkal táplálkozik

Szívesen hallatják hangjukat. Repülés közben leggyakrabban a „prürr” vagy a „krük krük” hallható tőlük, különféle variációkban. Riadó hangjuk a „pitt-pitt-pitt”.

## Szaporodása
Udvarláskor a hím a nagyobb zsákmányt a tojónak adja, míg a kisebb darabokat saját maga fogyasztja el. A legtöbb hím monogám, de néha a bigámia is megjelenik.
A meredek lösz- vagy homokfalakban telepesen fészkel. A szomszédok egymáshoz közel telepednek le. A peremterületen előfordul, hogy egy-egy pár magányosan költ, de ebből vagy kialakul egy fészektelep, vagy eltűnnek a gyurgyalagok. A partoldalba ássa 1,5–2 m hosszú alagútját, melynek végén található a költőüreg. Az alagút átmérője 5–6 cm, ami a kijáratnál 8–10 cm-re bővül. Az üreg 2–3 hét alatt készül el, sokszor egy vagy több másik, félbehagyott üreg után. A kamrában nem rak fészket, de a szemét centiméteres réteget képez.
A költési idő májusban kezdődik, és júliusig tart. Ebből a kotlás 20–22 napot vesz igénybe. A szülők felváltva kotlanak, de a hím kevesebbet ül a tojásokon. A tojó általában 5–6 gömb alakú fehér tojást rak (22,5–29,5 mm hosszú, 17,6–23,6 mm széles). Számuk erősen függ a táplálékkínálattól. A fiókák jellegzetes vérszívója a Carnus hemapterus nevű ektoparazita légy. Kikeléskor csupaszok, bőrük rózsaszín. A fiókák csőre szürke, sárga peremmel. A szülők 20-30 napig etetik őket a fészekben, majd még egy darabig a kirepülés után is.
Sokszor a homokkitermelés teremti meg számára az alkalmas fészkelőhelyeket. Másrészt a költési időben végzett homokbányászat gyakran elpusztítja a tojásokat. Általános költési idő: 20-22 nap.
|  |  |

## Természetvédelmi helyzete
Az elterjedési területe rendkívül nagy, egyedszáma pedig stabil. A Természetvédelmi Világszövetség Vörös listáján nem fenyegetett fajként szerepel.
Magyarországon fokozottan védett, természetvédelmi értéke 100 000 forint.

## Érdekességek
A gyurgyalagról egy utcát neveztek el Budapest XVII. kerületében, a Madárdombon. Gyurgyalag utca Győrújbaráton is van, ahol megtekinthető a madarak költőhelye.
Szekszárdon nyílt meg a Hotel Merops borhotel, amelynek névválasztása a szőlőre kártékony rovarokat fogyasztó gyurgyalag és az ember szimbiózisára utal.
A 2017. április 14-én megrendezett XIV. Simonyi Konferencia szimbóluma is egy tesszalált gyurgyalag volt, mely jelképezi a szervezők rendezvény iránti elkötelezettségét, és a vehemenciát, ahogy megbirkóznak a gyors reakciót igénylő és felelős feladatokkal.

## A kultúrában
- A Vad Magyarország című filmben
- Áprily Lajos Gyurgyalagok c. versében

## Fordítás
- Ez a szócikk részben vagy egészben  a   Bienenfresser (Art) című német Wikipédia-szócikk fordításán alapul.  Az eredeti cikk szerkesztőit annak laptörténete sorolja fel. Ez a jelzés csupán a megfogalmazás eredetét és a szerzői jogokat jelzi, nem szolgál a cikkben szereplő információk forrásmegjelöléseként.
- Ez a szócikk részben vagy egészben  az   European bee-eater című angol Wikipédia-szócikk fordításán alapul.  Az eredeti cikk szerkesztőit annak laptörténete sorolja fel. Ez a jelzés csupán a megfogalmazás eredetét és a szerzői jogokat jelzi, nem szolgál a cikkben szereplő információk forrásmegjelöléseként.